# José Puig Puig
José Puig Puig, meglio noto come Curta (Sant Martí de Llémena, 22 febbraio 1922 – Salt, 9 luglio 1997), è stato un calciatore spagnolo, di ruolo difensore.

## Palmarès

### Competizioni nazionali
- Campionato spagnolo: 3

Barcellona: 1944-1945, 1947-1948, 1948-1949
- Coppa di Spagna: 1

Barcellona: 1951
- Coppa Eva Duarte: 1

Barcellona: 1947-1948

### Competizioni internazionali
- Coppa Latina: 1

Barcellona: 1949